# Charles Glover Barkla
Charles Glover Barkla (Widnes, Inglaterra, 7 de junio de 1877-Edimburgo, Escocia, 23 de octubre de 1944) fue un físico británico galardonado con el Premio Nobel de Física en 1917 por su descubrimiento de los rayos X característicos de los elementos.

## Biografía
Barkla nació en Widnes, Inglaterra, hijo de John Martin Barkla, secretario de la Atlas Chemical Company, y de Sarah Glover, hija de un relojero. Barkla estudió en el Liverpool Institute e ingresó en la  Universidad de Liverpool con una beca del County Council y una beca Bibby. Barkla estudió inicialmente Matemáticas, pero más tarde se especializó en Física con Sir Oliver Lodge. Durante la ausencia de Oliver Lodge por enfermedad, Barkla le sustituyó en las clases.
En 1899 Barkla fue admitido en el Trinity College, Cambridge, con una Beca de Investigación  promovida por la Comisión de la Gran Exposición de 1851, para trabajar en el Laboratorio Cavendish a las órdenes del físico Joseph John Thomson (descubridor del electrón). Durante sus dos primeros años en Cambridge, bajo la dirección de Thomson, Barkla estudió la velocidad de las ondas electromagnéticas a lo largo de cables de diferentes anchuras y materiales.
Tras un año y medio en el Trinity College de Cambridge, su amor por la música le llevó a trasladarse al King's College, Cambridge, para cantar en el coro de la capilla. La voz de Barkla era de una belleza extraordinaria y sus actuaciones como solista contaban siempre con un gran número de asistentes. Se licenció en Bachelor of Arts en 1903 y obtuvo el título de Master of Arts en 1907. Se casó con Mary Esther Cowell ese mismo año, con la que tuvo dos hijos y una hija.
En 1903 estudió los rayos X secundarios de gases irradiados por otros rayos X, desarrollando un nuevo montaje experimental. Este tema era relevante para la cuestión de si los rayos X eran realmente un tipo de radiación electromagnética como sospechaban muchos físicos, porque Lionel Wilberforce propuso utilizar estos rayos secundarios para generar los terciarios y demostrar la existencia de polarización mediante la rotación de la parte detectora de su aparato experimental. La radiación terciaria era demasiado débil para medirla, por lo que Barkla montó un montaje ligeramente diferente. Utilizando su nuevo equipo, pudo demostrar que los rayos X pueden polarizarse y que, por tanto, son electromagnéticos.Publicó un breve resumen de sus descubrimientos en Nature en marzo de 1904 y un relato más detallado en las Philosophical Transactions of the Royal Society en 1905.
Al parecer, no hay información segura acerca de cuándo o dónde obtuvo el doctorado (Ph.D.), pero se sabe que grandes físicos como JJ Thomson (el descubridor del electrón) y Oliver Lodge fueron sus asesores de doctorado.
En 1913, tras haber trabajado en las universidades de Cambridge, Liverpool y King's College de Londres, Barkla fue nombrado catedrático de Filosofía Natural en la Universidad de Edimburgo, cargo que ocupó hasta su muerte.
Barkla realizó importantes avances en el desarrollo y perfeccionamiento de las leyes de la dispersión de rayos X, la espectroscopia de rayos X, los principios que rigen la transmisión de los rayos X a través de la materia y, especialmente, los principios de la excitación de los rayos X secundarios. Por su descubrimiento de los rayos X característicos de los elementos, Barkla recibió el Premio Nobel de Física en 1917. También recibió la Medalla Hughes de la Royal Society británica ese mismo año.
Barkla propuso el fenómeno J como una forma hipotética de comportamiento de los rayos X similar a la fluorescencia de rayos X. Sin embargo, otros científicos no estaban convencidos de que se tratara de un mecanismo diferente de otros efectos conocidos como la dispersión Compton, por lo que la teoría no tuvo éxito.
Barkla logró progresos significativos en el desarrollo y perfeccionamiento de las leyes de dispersión de rayos X, espectroscopia de rayos X, los principios que rigen la transmisión de los rayos X a través de la materia y especialmente en los principios de la excitación secundaria de rayos X. Por su descubrimiento de los rayos X característicos de los elementos.
De 1922 a 1938 vivió en Hermitage of Braid, en el suroeste de Edimburgo.
Murió a las 12:00 p. m. del del 23 de octubre de 1944 en su casa «Braidwood» en Corrennie Gardens en Edimburgo.

## Premios y reconocimientos
Barkla fue galardonado con el Premio Nobel de Física en 1917. También fue galardonado con la Medalla Hughes de la Royal Society Británica de ese mismo año «por sus investigaciones en relación con la radiación de rayos X».
Barkla fue elegido miembro de la Royal Society en 1912. El 19 de enero de 1914 fue elegido miembro de la Royal Society de Edimburgo. Fue propuesto por Cargill Gilston Knott, George Alexander Carse, Sir Edmund Taylor Whittaker y Sir Thomas Hudson Beare.
- En su honor se bautizó el cráter lunar Barkla.[21]

Existe una placa en la casa de Barkla en la Ermita de Braid en Edimburgo. Se ha instalado una placa conmemorativa en las inmediaciones de Canongate, cerca de los edificios de la Facultad de Educación, en la Universidad de Edimburgo. Además, un auditorio en el departamento de Física de la Universidad de Liverpool, así como un laboratorio de Biofísica en el departamento de Ciencias Biológicas,  llevan su nombre. En 2012, un esparcidor de sal en la ciudad natal de Barkla, Widnes, fue nombrado en su honor, tras un concurso organizado por el periódico local.  En Widnes tienen un complejo de viviendas para jubilados llamado Barkla Fields en honor a Charles.